# La Dôle
Pour les articles homonymes, voir Dôle.
La Dôle est un sommet situé dans le sud-ouest du Jura vaudois en Suisse, culminant à 1 677 mètres d'altitude. C'est après le mont Tendre le second plus haut sommet du Jura suisse.

## Géographie

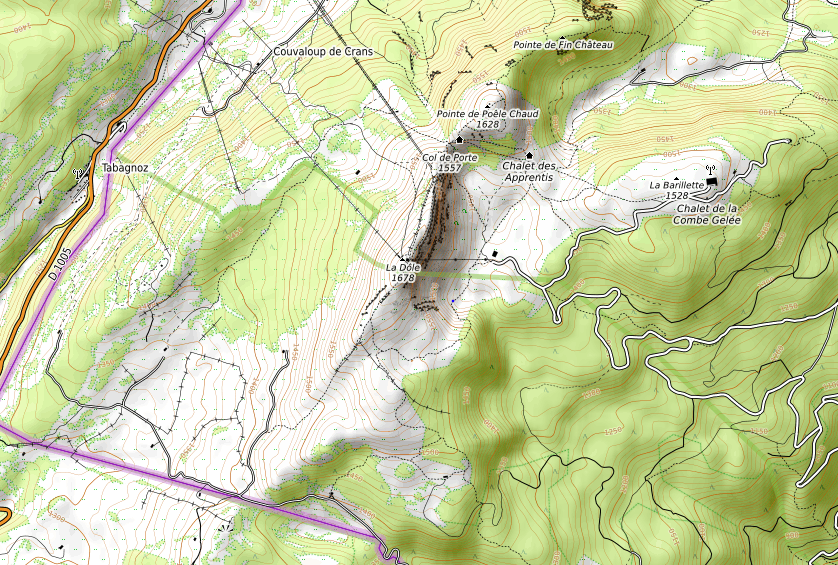
Carte topographique de la Dôle.

Il surplombe : au sud-est le sommet de la Barillette, la ville de Nyon, le lac Léman et offre une vue sur les Alpes, dont le mont Blanc ; au sud la ville et le canton de Genève ; au nord la frontière franco-suisse et le village des Rousses. La limite occidentale du parc naturel régional Jura vaudois passe par le sommet.
Le massif de la Dôle comporte un second sommet au nord-est, la pointe de Poêle Chaud, accessible via le col de Porte.

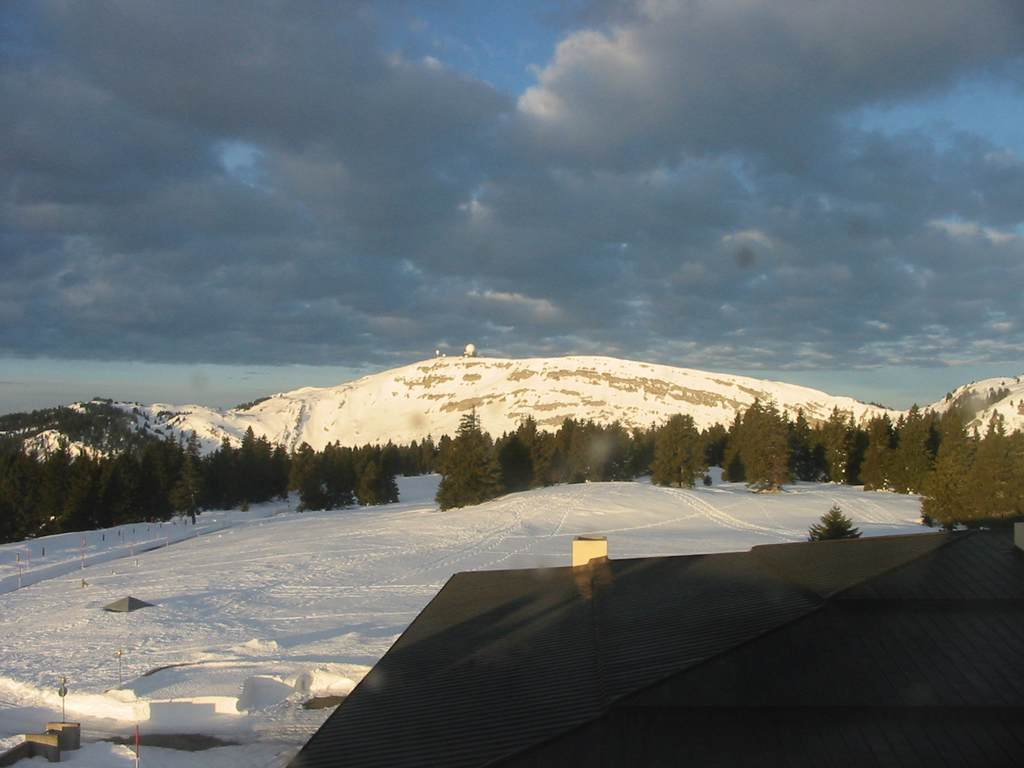
La Dôle vue de la Barillette.
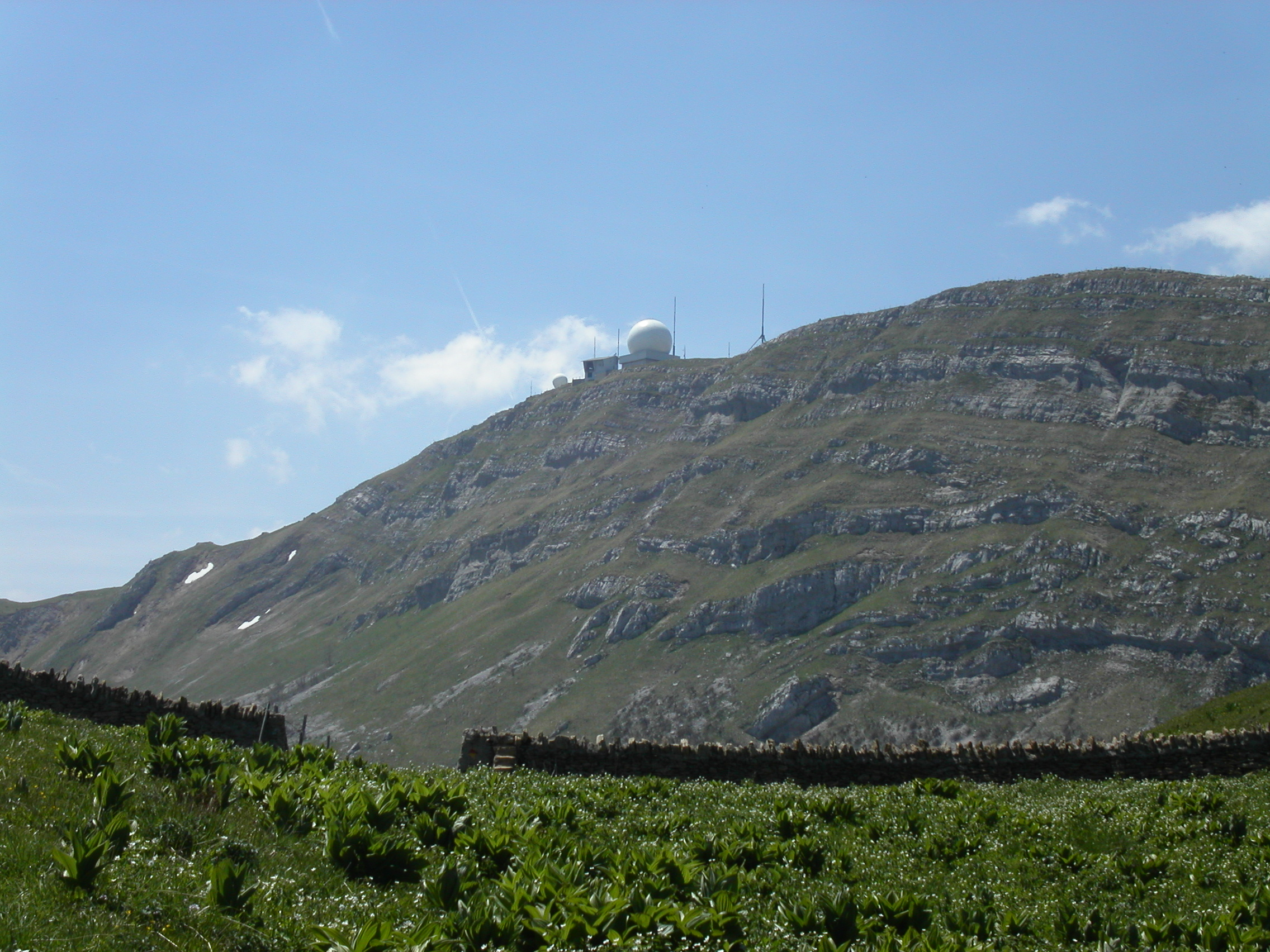
Face sud de la Dôle.
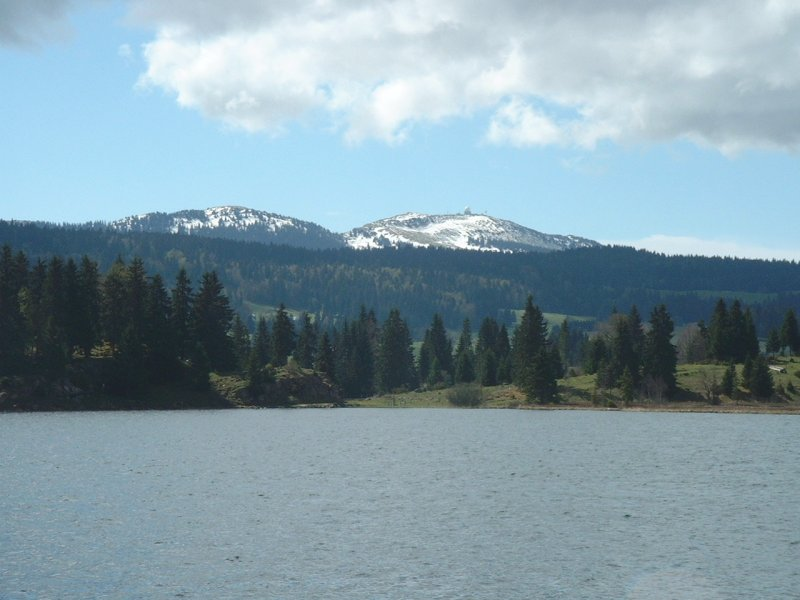
Face nord de la Dôle vue du lac des Rousses.
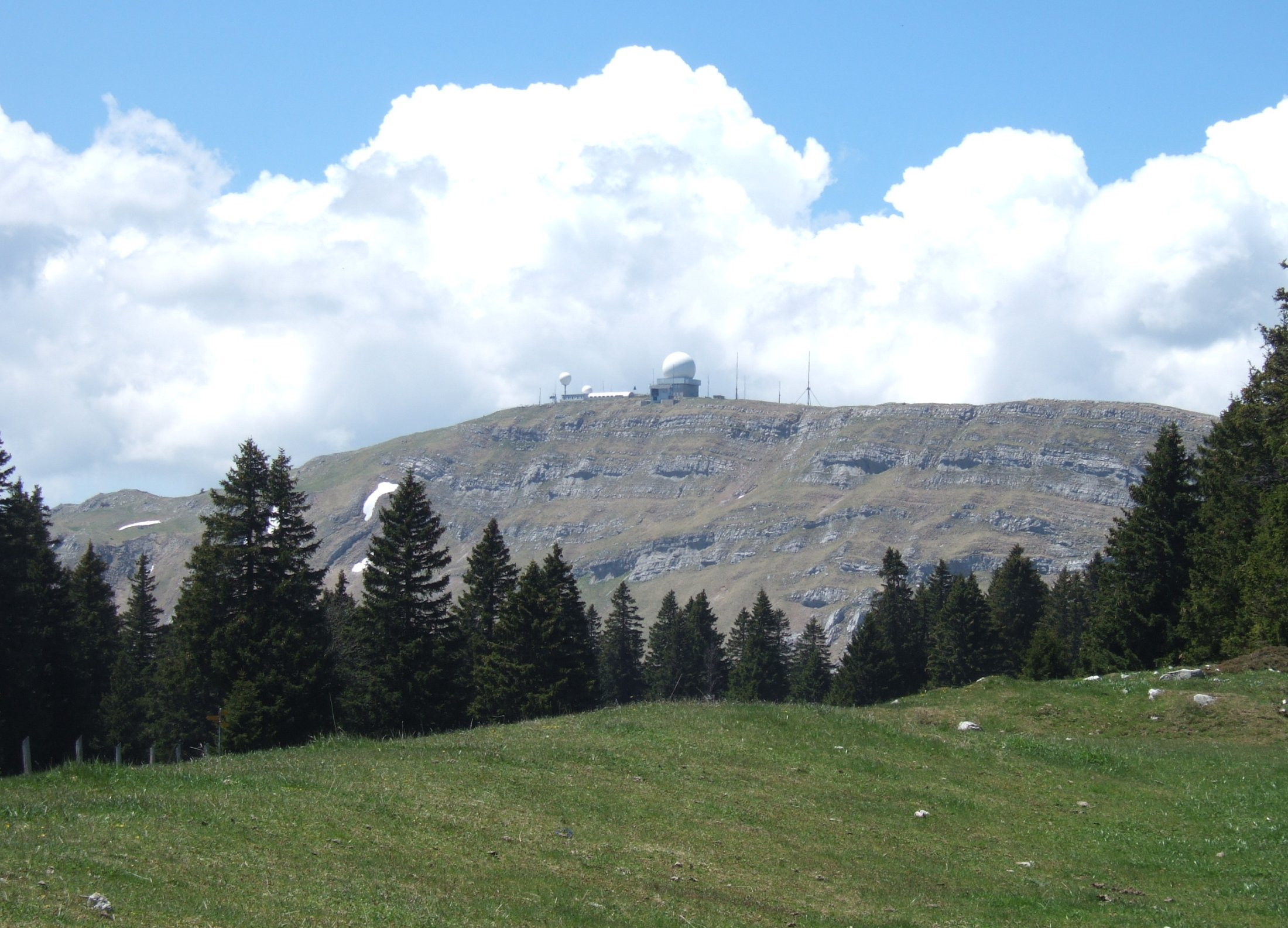
La Dôle depuis la Barillette.
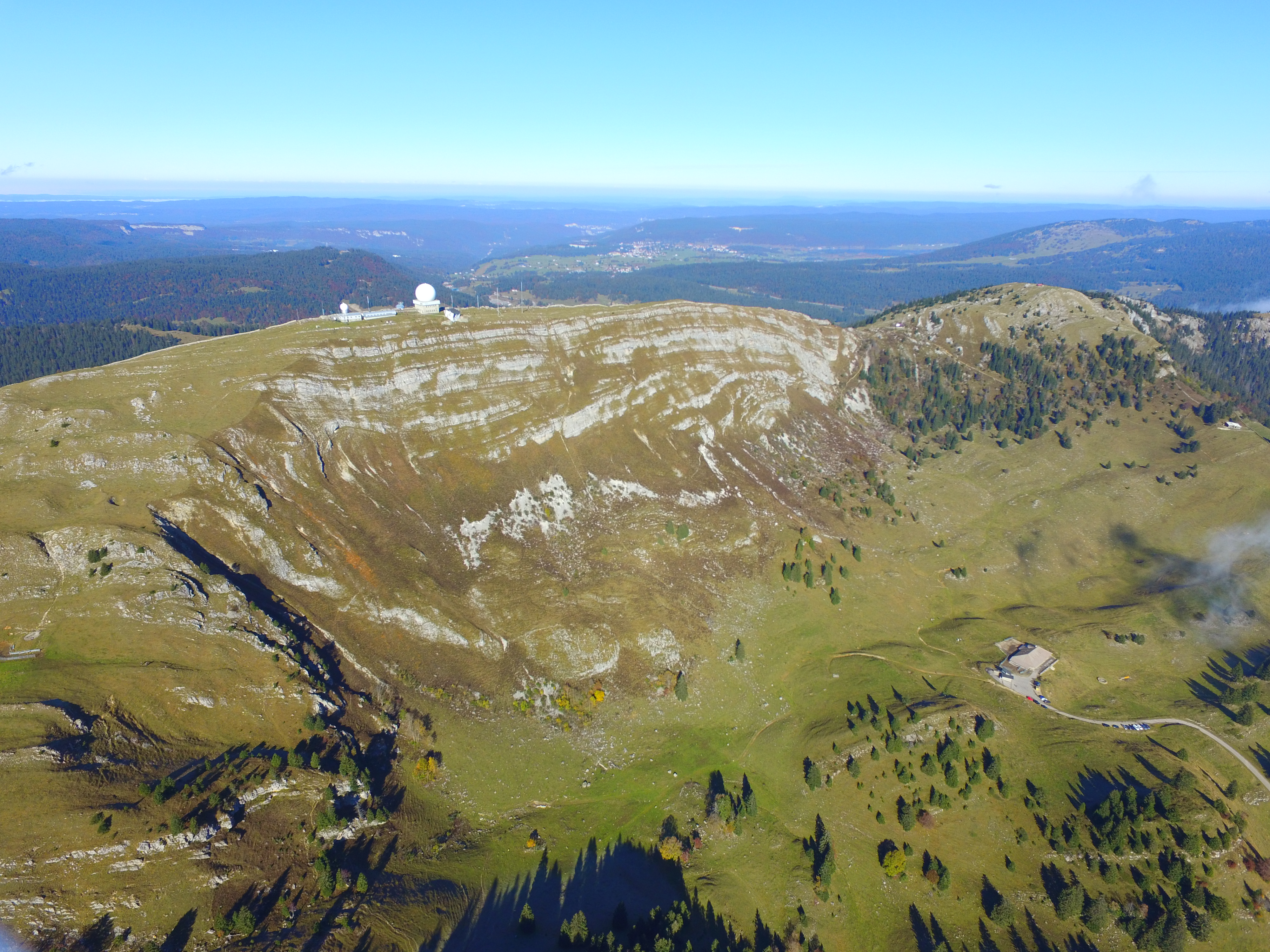
Vue aérienne de la Dôle.

### Climat
| Mois                                              | jan.            | fév.            | mars                     | avril                     | mai            | juin           | jui.           | août                     | sep.                             | oct.            | nov.             | déc.                        | année            |
| ------------------------------------------------- | --------------- | --------------- | ------------------------ | ------------------------- | -------------- | -------------- | -------------- | ------------------------ | -------------------------------- | --------------- | ---------------- | --------------------------- | ---------------- |
| Température minimale moyenne (°C)                 | −5              | −5,4            | −3,6                     | −1,2                      | 3,1            | 6,1            | 8,5            | 8,7                      | 5,8                              | 2,9             | −2               | −4,2                        | 1,1              |
| Température moyenne (°C)                          | −2,6            | −3              | −1,1                     | 1,5                       | 6              | 9,3            | 11,9           | 11,7                     | 8,5                              | 5,5             | 0,5              | −1,8                        | 3,9              |
| Température maximale moyenne (°C)                 | 0,1             | −0,4            | 1,6                      | 4,7                       | 9,7            | 13,2           | 15,9           | 15,7                     | 12,1                             | 8,7             | 3,3              | 0,9                         | 7,1              |
| Record de froid (°C) date du record               | −25,6 12/1/1987 | −23,6 10/2/1986 | −17,3 1/3/2005           | −12,6 12/4/1986 13/4/1986 | −9 3/5/1979    | −3,5 2/6/2006  | −0,3 12/7/1993 | −0,2 30/8/1986           | −3,2 25/9/2002                   | −9,3 28/10/2012 | −20,3 27/11/2005 | −19,5 19/12/2009 20/12/2009 | −25,6 12/1/1987  |
| Record de chaleur (°C) date du record             | 12,9 17/1/1983  | 12,1 28/2/2007  | 14,5 30/3/1989 22/3/1990 | 17,9 16/4/2007            | 22,6 25/5/2009 | 24,5 23/6/2002 | 29 31/7/1983   | 27,9 12/8/2003 13/8/2003 | 23,6 17/9/1987 5/9/2006 6/9/2006 | 19,4 21/10/2012 | 18 29/11/1979    | 14,1 12/12/1994             | 29 31/7/1983     |
| Nombre de jours avec gel                          | 27,4            | 25              | 24,3                     | 18,3                      | 6,7            | 1,5            | 0,1            | 0                        | 1,8                              | 8               | 19,8             | 25                          | 157,9            |
| Nombre de jours avec température maximale ≤ 0 °C  | 14,1            | 13,7            | 11,5                     | 5,5                       | 1              | 0              | 0              | 0                        | 0                                | 1,5             | 8,4              | 11,8                        | 67,5             |
| Nombre de jours avec température maximale ≥ 25 °C | 0               | 0               | 0                        | 0                         | 0              | 0              | 0,2            | 0,3                      | 0                                | 0               | 0                | 0                           | 0,5              |
| Ensoleillement (h)                                | 114             | 116             | 137                      | 141                       | 152            | 178            | 205            | 192                      | 161                              | 139             | 109              | 99                          | 1 744            |
| Précipitations (mm)                               | 175             | 149             | 160                      | 128                       | 155            | 148            | 137            | 137                      | 154                              | 181             | 169              | 195                         | 1 888            |
| dont neige (cm)                                   | 107,3           | 81,8            | 103,3                    | 60,8                      | 21             | 0,8            | 0              | 0                        | 0,8                              | 13              | 49,8             | 91,7                        | 530,3            |
| Record de pluie en 24 h (mm) date du record       | 95 24/1/1984    | 119,2 7/2/1984  | 112,1 29/3/1987          | 66,1 6/4/1983             | 99,7 1/5/2015  | 67,1 21/6/2007 | 59 8/7/1996    | 67,9 13/8/2008           | 72,9 13/9/1993                   | 86,2 26/10/2004 | 148,6 20/11/1991 | 126 9/12/1981               | 148,6 20/11/1991 |
| dont nombre de jours avec précipitations ≥ 1 mm   | 12,7            | 11,4            | 12,9                     | 12,7                      | 14,9           | 12,5           | 11,7           | 11,3                     | 10,5                             | 12,6            | 12,4             | 13,3                        | 148,9            |
| Humidité relative (%)                             | 74              | 75              | 79                       | 81                        | 82             | 82             | 80             | 80                       | 83                               | 79              | 77               | 76                          | 79               |
| Nombre de jours avec neige                        | 10,4            | 9,2             | 11,1                     | 8                         | 3,2            | 0,3            | 0              | 0                        | 0,3                              | 3,1             | 6,8              | 9,4                         | 61,8             |

## Accès
Outre les sentiers de randonnées pédestres, la face nord-ouest est équipée d'un télésiège débrayable inauguré en 2007 et de plusieurs téléskis. Elle est parcourue de pistes de ski alpin. Un téléphérique d'exploitation non ouvert au public dessert le sommet sur l'autre versant depuis le chalet de La Dôle, il donne accès aux bâtiments coiffant le sommet.

## Activités

### Télécommunications et radars
La Dôle est un centre de télécommunications important et stratégique, relais, avec la Barillette (télévision, radio, UER, télécommunications). Le sommet est également coiffé d'un radar de contrôle du trafic aérien et une station météorologique comprenant un radar météorologique, dont le premier, alors encore analogique, a été mis en service dans les années 1960. En 2013, un nouveau radar météorologique remplace celui installé en 1995, il s'agit de la 4e génération de radar météorologique de MétéoSuisse.
Le plus grand des radômes renferme un radar pour le contrôle de la circulation aérienne exploité par Skyguide. Le second protège l'un des cinq radars météorologiques de MétéoSuisse.

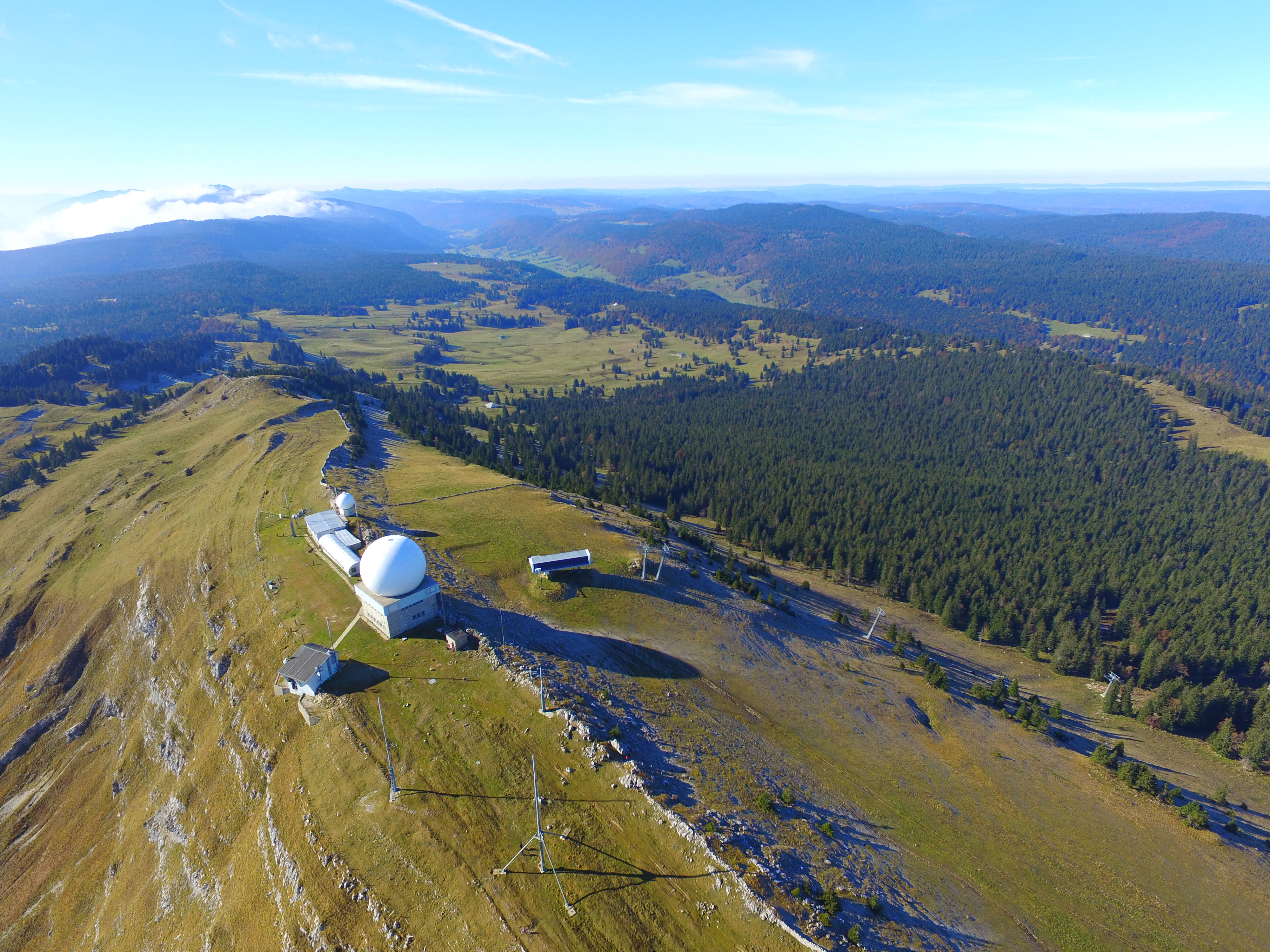
Vue aérienne du sommet.
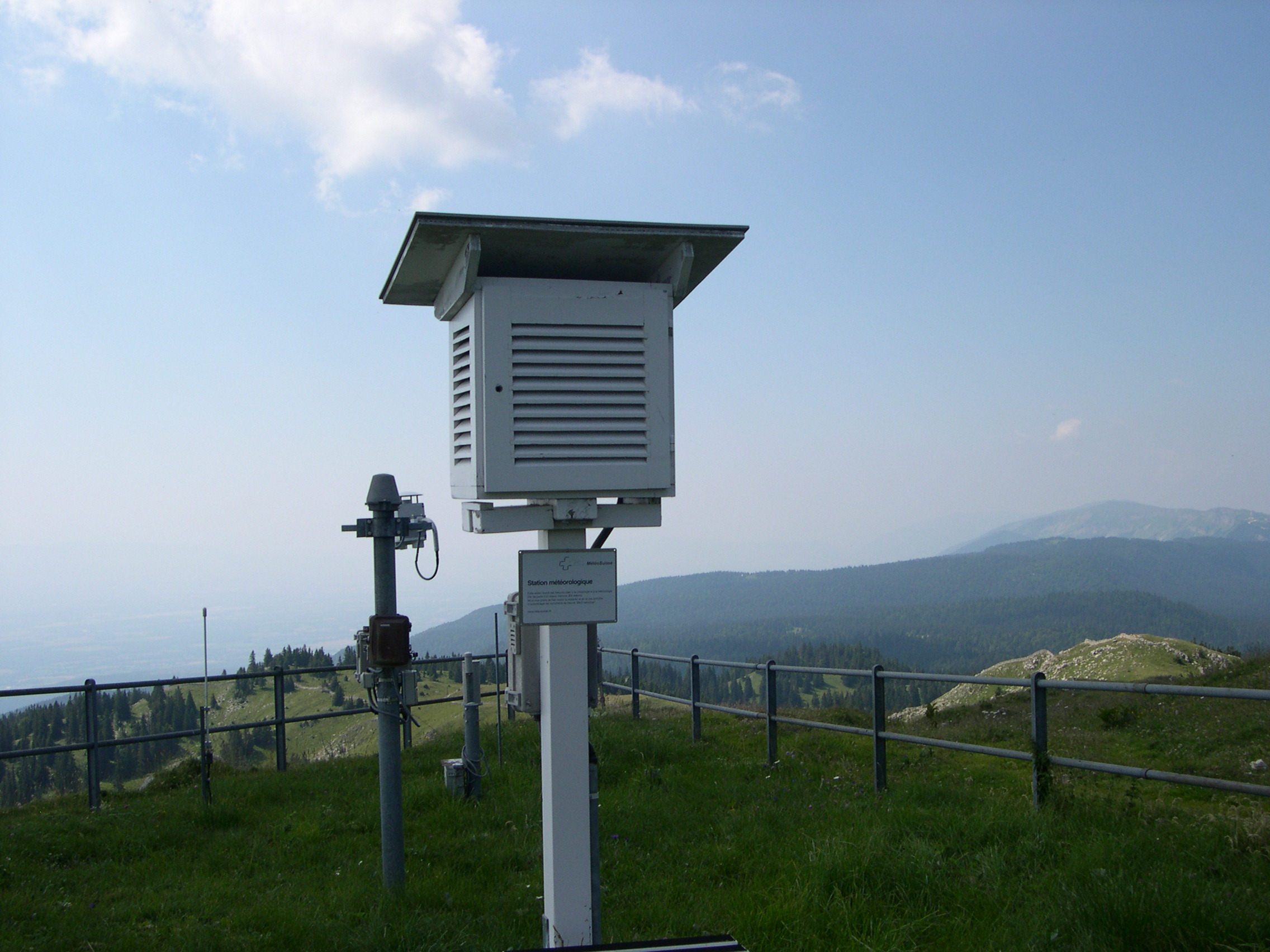
L'ancienne et nouvelle stations météo automatiques de MétéoSuisse.
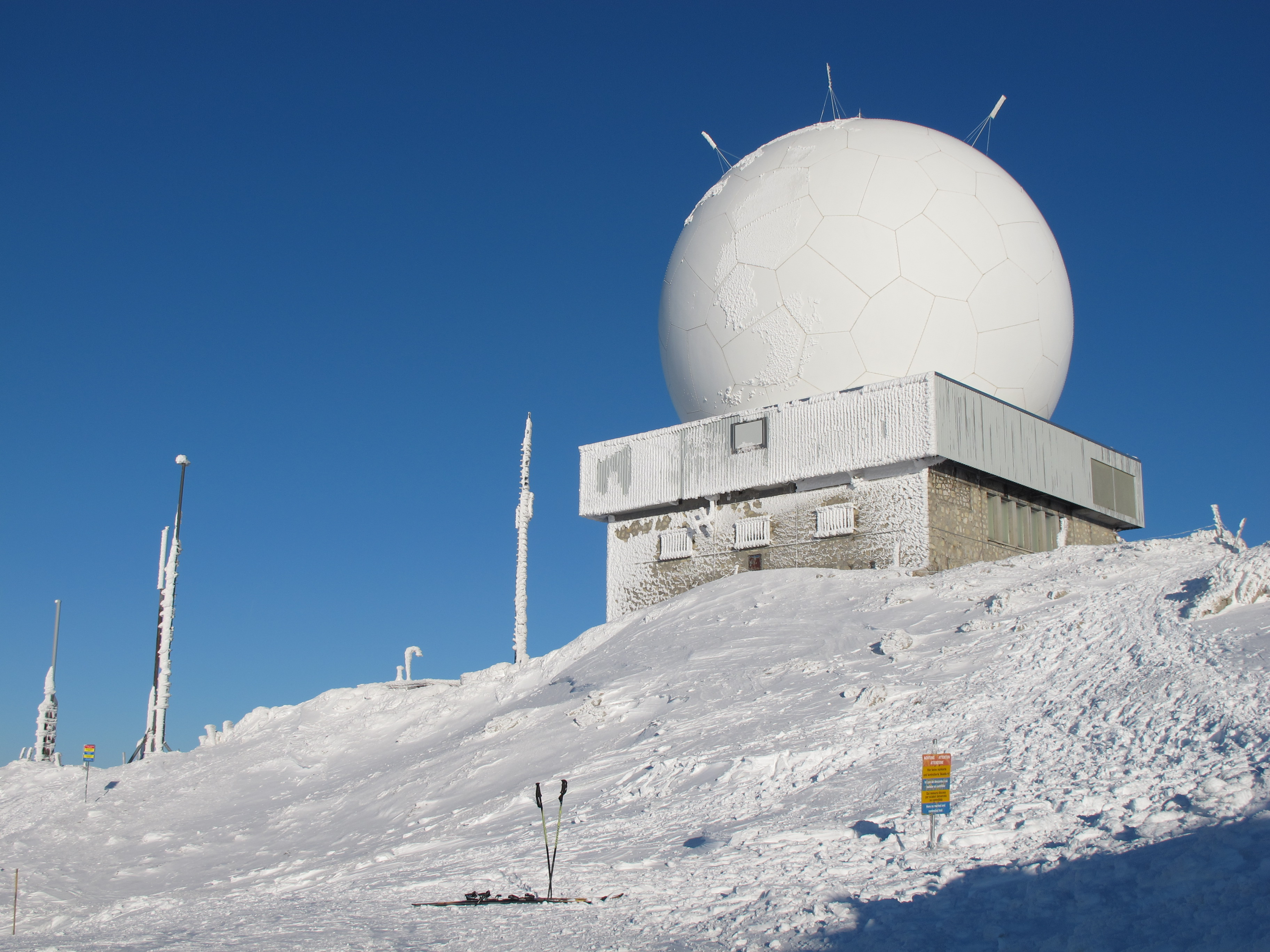
Le radôme renfermant le radar pour le contrôle de la circulation aérienne exploité par Skyguide.
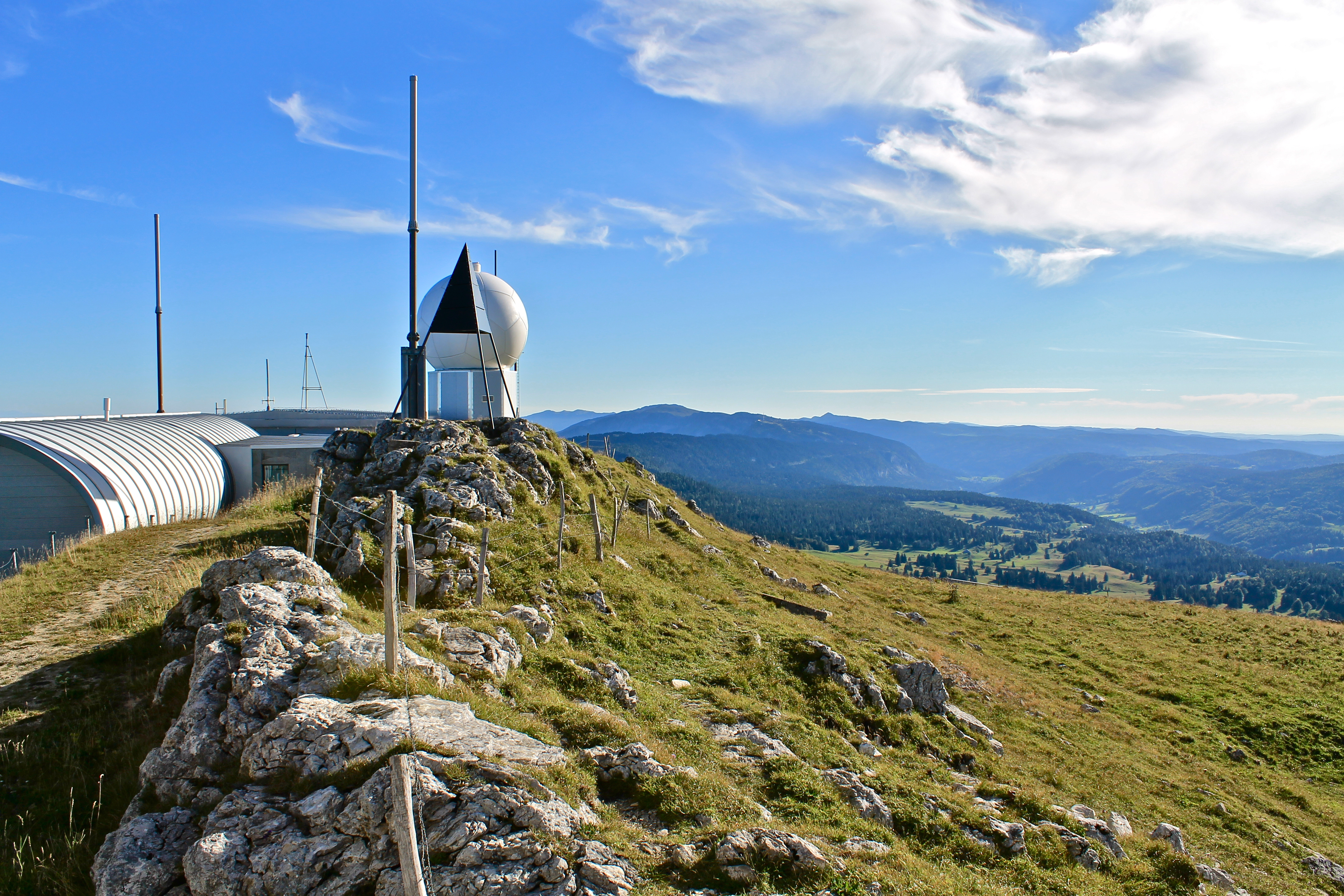
Le radôme renfermant le radar météorologique de MétéoSuisse.

### Domaine skiable
La Dôle accueille également sur ses pentes la partie helvétique de la station de ski franco-suisse Jura-sur-Léman, un domaine commun de la région de Nyon et de la station des Rousses.
La Dôle
Les pistes de la Dôle sont situées entre 1 230 et 1 663 mètres d'altitude, sur des pentes accessibles à des skieurs de différents niveaux. Pour accéder en hiver depuis la Suisse à ce sous-domaine offrant près de 14,7 km de pistes, il est nécessaire de parcourir près de 12 km depuis Saint-Cergue, de quitter le territoire suisse au niveau du village de La Cure, puis de bifurquer immédiatement en direction du col de la Faucille et du parking des Dappes. La route d'accès est située sur le territoire français alors que le domaine skiable et les remontées mécaniques (Télé-Dôle SA, société appartenant à la région de Nyon) sont sur le territoire suisse.

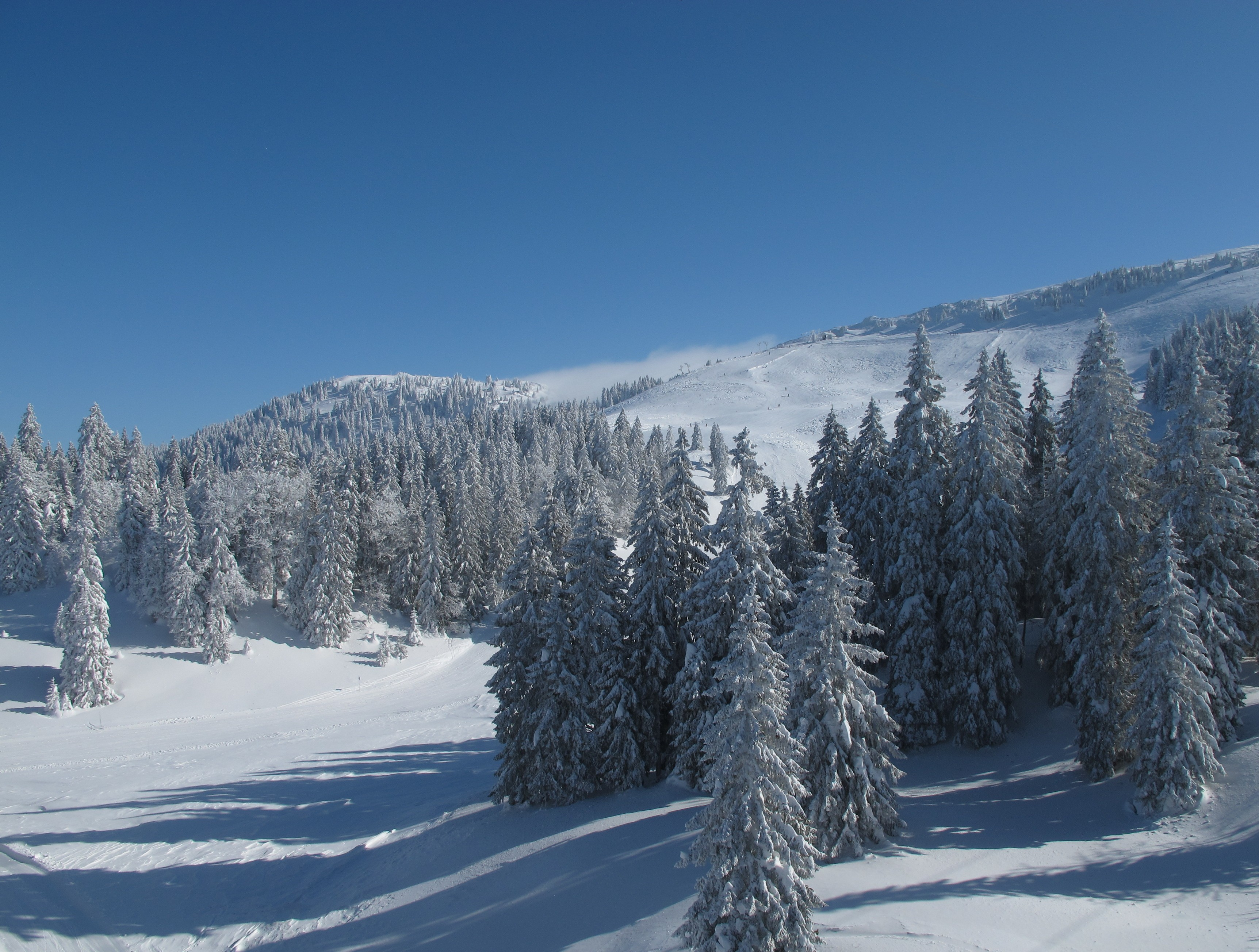
Domaine skiable de La Dôle.

Du fait de son altitude relativement élevée, le domaine skiable garde un niveau d'enneigement suffisant pour la pratique du ski plus longtemps dans la saison que celui du village de Saint-Cergue, ce qui lui permet de rester ouvert en général jusqu'à la fin mars.
Le télésiège 4-places débrayable Dappes-Dôle, construit en 2006, relie les abords du sommet depuis le bas des pistes à une centaine de mètres du parking. Il dessert les pistes présentant le plus fort dénivelé total, relativement plus pentues sur leur partie supérieure qu'à l'arrivée au bas des pistes. La plus longue piste s'étale sur 2,5 kilomètres. Les pistes imposent parfois de pousser sur les bâtons pour atteindre leur début. Sur les extrémités nord et sud du domaine, des téléskis complètent l'offre, avec des pistes plus courtes : Couvaloup, Valdappes, Reculet, Leseneys, et Tabagnoz.
Ce versant suisse est relié avec le massif français des Tuffes, situé de l'autre côté de la vallée des Dappes, avec des pentes relativement plus faciles. Depuis fin 2020, le télésiège 4 places Dappes-Tuffes complète la liaison entre les massifs suisse et français. Les massifs du Noirmont et de la Serra complètent l'offre de Jura sur Léman. Au total, ce sont 54 pistes et 29 remontées qui sont proposées.
Village Saint-Cergue
De l'autre côté de la Dôle, le domaine de Saint-Cergue est implanté aux abords immédiats du village, entre 1 040 et 1 183 mètres d'altitude. Trois pistes relativement courtes et faciles sont desservies par deux téléskis et un fil-neige. Il est possible de relier le sommet du téléski Corps de garde depuis le sommet du téléski du Bois de Saint-Cergue, via la piste Forestière, relativement plate. La pratique du ski nocturne est possible de 18 h à 21 h 30 du mardi au samedi, sur les deux pistes éclairées. Ce site est directement géré par Télé-Dôle.
Col de la Givrine
Il est situé à mi-chemin entre Saint-Cergue et le sous-domaine de la Dôle. Il est constitué d'un unique téléski, qui dessert entre 1 177 et 1 205 mètres d'altitude une piste pour débutants. Du fait d'un terrain relativement plat, la pratique du ski de fond ou de la ballade y apparaît nettement plus répandue.

## Dans la culture
En 1779, Goethe découvrit la vue depuis la Dôle et rédigea dans son carnet de voyages : « Il n'y a pas de termes pour exprimer la beauté et la grandeur de ce spectacle ».

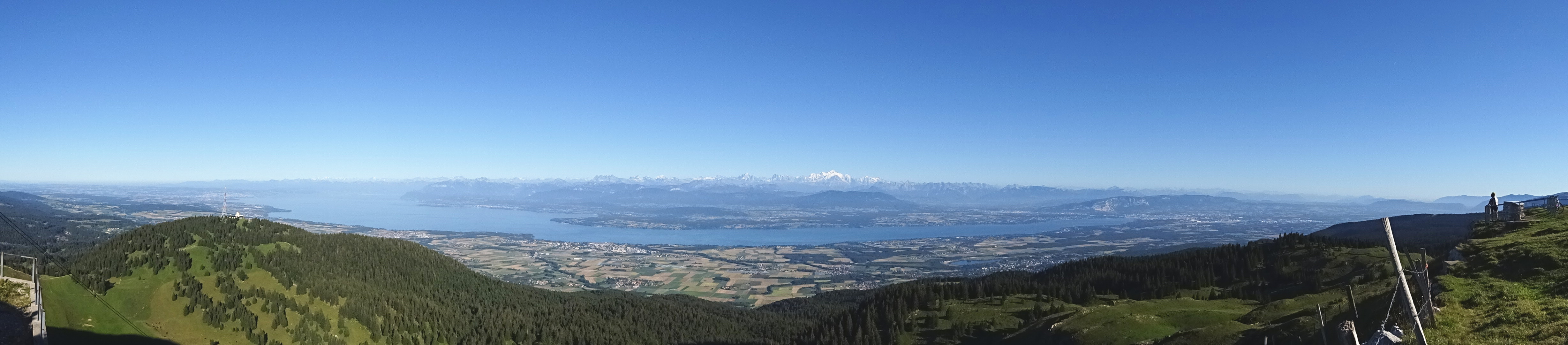
Vue depuis le sommet de la Dôle vers le sud-est.